# Dancing (pel·lícula)
Dancing és una pel·lícula francesa dirigida per Xavier Brillat, Patrick Mario Bernard i Pierre Trividic sobre un guió dels dos últims, els principals protagonistes dels quals són Patrick-Mario Bernard, Pierre Trividic, Jean-Yves Jouannais, Peter Bonke, Bernard Binet, Carine Ruszniewski, Véronique Bayer i Fabienne Le Sager. Va ser estrenada en França el 30 d'abril de 2003.

## Sinopsi
René és un artista que viu amb el seu company en un antic saló de ball de Bretanya. Gradualment va sentint que alguna cosa li està succeint; no se sent malalt sinó, en tot cas, ultrasensible. Conforme passa el temps li costa més concentrar-se i s'adona que unes certes imatges, com un quadre amb dos pallassos que ha vist, entren en la seva ment i no pot allunyar-les malgrat els esforços racionals que realitza. Fins que de sobte es produeix l'inimaginable, quan es troba cara a cara amb un doble.

## Repartiment
- Patrick Mario Bernard... René Bernard / El seu doble
- Pierre Trividic... Patrick Kérisit
- Jean-Yves Jouannais... Maurice / Els seus dobles
- Peter Bonke... Arne Nygren
- Bernard Binet... El metge
- Carine Ruszniewski... La periodista
- Véronique Bayer... La interna
- Fabienne Le Sager... Geneviève
- Michael Blanchet
- Béatrice Caula
- Alexandre Causin
- Didier Doumergue
- Dominique Fabuel
- Martine Le Faou
- Philippe Mangeot
- Yves Smadja
- Patrick Sobelman
- Anne-Louise Trividic
- Florence Vax

## Premis
- Premi de la premsa en els 8ns rencontres internationales de cinéma de París. Va formar part de la secció oficial al XXXVI Festival Internacional de Cinema Fantàstic de Catalunya.[3]